# (388188) 2006 DP14
2006 دي بي 14 (ويعرف أيضًا باسم (388188) 2006 دي بي 14 وفق تسمية الكوكب الصغير) (بالإنجليزية: 2006 DP14)‏ هو كويكب ضمن حزام الكويكبات؛ وترتيبه 388188 من حيث الاكتشاف.
اكتُشف هذا الجُرم الفلكي بواسطة بحث لنكولن عن الكويكبات القريبة من الأرض في 23 فبراير 2006.

## وصلات خارجية
- (388188) 2006 DP14 في قاعدة بيانات مختبر الدفع النفاث لأجرام النظام الشمسي الصغيرة

- الاكتشاف · مخطط المدار ·  العناصر المدارية · المعلمات المادية

- (388188) 2006 DP14 على موقع ويكي سكاي: DSS2, SDSS, GALEX, IRAS, Hydrogen α, X-Ray, Astrophoto, Sky Map, Articles and images